# Abu Ğa'afar Ahmad ibn Muḡīt
Abu-Jàfar Àhmad ibn Mughit (mort en 1096) fou un jurista musulmà de Toledo.
És conegut per un tractat que va escriure en llengua àrab titulat Actes notarials i judicials aplicables als afers més coneguts.